# Kiribatis administrativa indelning

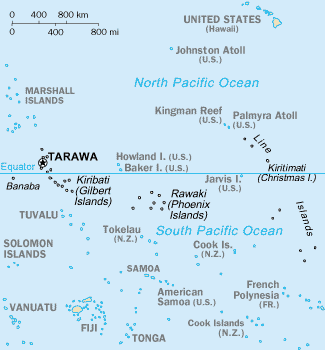
Kiribati

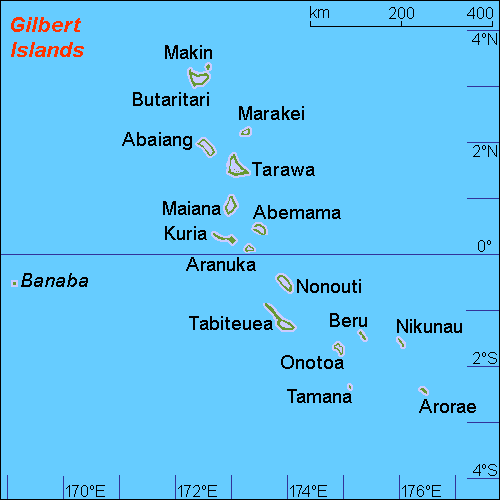
Gilbertöarna

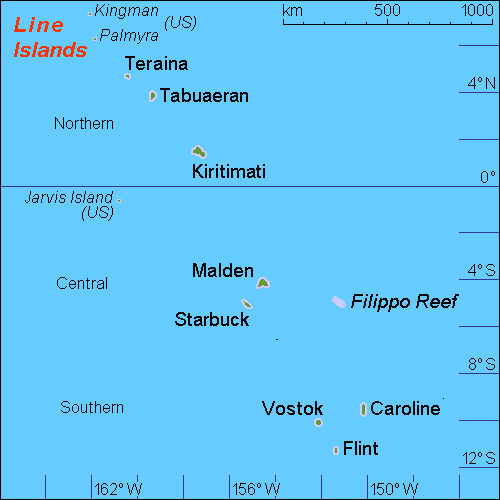
Linjeöarna

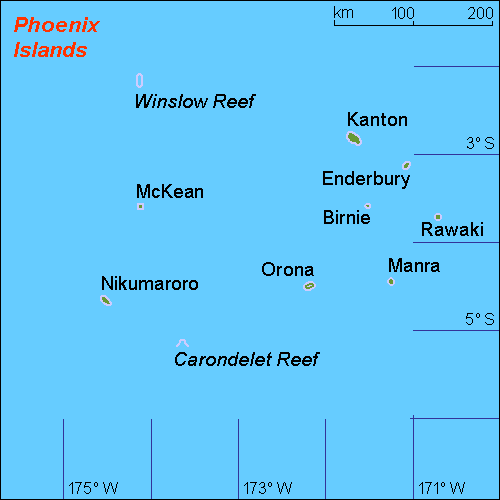
Phoenixöarna

Kiribati har endast en nivå av administrativa enheter, öråd, men man kan geografiskt dela in Kiribati i tre grupper av öar: 
- Gilbertöarna
- Linjeöarna
- Phoenixöarna

## Öråd
Det finns totalt 21 bebodda öar i Kiribati och var ö har sitt eget öråd. Några öar är indelade i flera öråd.

### Banaba
1. Banaba

### Tarawa
1. Betio (Tarawa)
2. Södra Tarawa (Tarawa)
3. Norra Tarawa (Tarawa)

### Norra Gilbertöarna
1. Makin
2. Butaritari
3. Marakei
4. Abaiang

### Centrala Gilbertöarna
1. Maiana
2. Abemama
3. Kuria
4. Aranuka

### Södra Gilbertöarna
1. Nonouti
2. Norra Tabiteuea (Tabiteuea)
3. Södra Tabiteuea (Tabiteuea)
4. Beru
5. Nikunau
6. Onotoa
7. Tamana
8. Arorae

### Linjeöarna
1. Kiritimati
2. Tabuaeran
3. Teraina
4. Kantonatollen (del av Phoenixöarna)

## Tidigare indelning
Kiribati var fram till sin självständighet indelad i 6 disktikt. 
- Banaba
- Tarawa
- Norra Gilbertöarna
- Centrala Gilbertöarna
- Södra Gilbertöarna
- Linjeöarna